# Mercedes-Benz Typ 300
Mercedes-Benz Typ 300 – rodzina luksusowych samochodów osobowych produkowany przez firmę Mercedes-Benz w latach 1951–1962, nosiła oznaczenia wewnętrzne W186,  W188 i W189 (w zależności od wersji).  Łącznie powstało 12 190 egzemplarzy serii 300.

## W186

### 300 (W186 II)
Typ 300 "W186" został wprowadzony do produkcji w listopadzie 1951 roku. Do napędu użyto nowej jednostki R6 SOHC o pojemności 2996 cm³ zblokowanej z w pełni zsynchronizowaną 4-biegową manualną skrzynią biegów przekazującą napęd na koła tylne. Dzięki zastosowaniu m.in. dwóch dolnoopadowych gaźników Solex silnik generował moc maksymalną 115 KM (85 kW) przy 4600 obr./min.
Samochód zaprojektowany został tak, aby działał bezproblemowo w ciężkich warunkach. Z tego względu zastosowano w nim takie rozwiązania jak: głębokie płaszcze wodne bloku silnika, sterowaną termostatem chłodnicę oleju, miedziano-ołowiane panewki oraz wzmacniany wał korbowy.
Wersja czterodrzwiowa (w konfiguracji sześciomiejscowej) dostępna była zarówno jako sedan jak i kabriolet (Cabriolet D). Do września 1955 wyprodukowano 6214 sedanów i 591 kabrioletów.

### 300b (W186 III)
W marcu 1954 wprowadzono wspomaganie układu hamulcowego, nową odmianę nazwano Typ 300b. W przednich drzwiach zastosowano uchylne okienka wentylacyjne. Dzięki zastosowaniu innego typu gaźników oraz podniesieniu stopnia kompresji z 6,4 do 7,5 moc maksymalna wzrosła do 125 KM (92 kW).

### 300c (W186 IV)
We wrześniu roku 1955 samochód otrzymał większą tylną szybę, nazwę zmieniono na Typ 300c. Pojazd mógł zostać także wyposażony w automatyczną skrzynię biegów. Wersja 300c charakteryzowała się także nowym niezależnym zawieszeniem tylnym opartym o oś wahliwą.
Produkcji wersji Cabriolet D zaprzestano w czerwcu 1956 (51 egzemplarzy), sedan pozostawał w produkcji do lipca 1957, fabrykę opuściło 1432 sztuki.

## W188

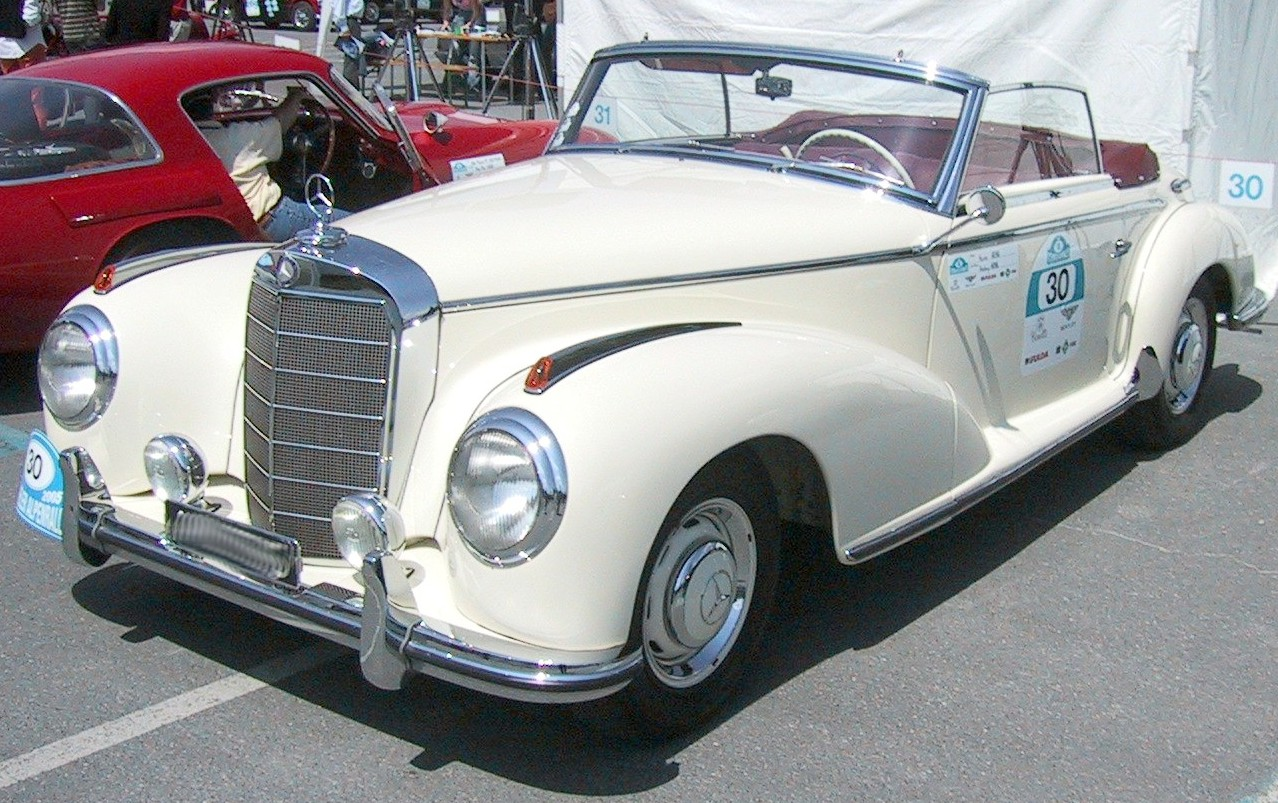
1953 Mercedes-Benz 300 S roadster

### W188 I
Wersja "W188" Typ 300 S była topowym pojazdem Mercedesa zaprezentowanym w październiku 1951 podczas Paris Salon. Dostępna była jako: 2+2 coupé, kabriolet (Cabriolet A) oraz roadster. Chociaż pod względem technicznym pojazd podobny był do produkowanego wówczas W186, wyróżniał się w większości ręcznym wykończeniem i innym rynkiem docelowym.
Dzięki zastosowaniu trzech gaźników Solex oraz podniesieniu stopnia kompresji do 7,8 silnik generował moc maksymalną 150 KM (110 kW) przy 5000 obr./min. Od lipca 1952 do sierpnia 1955 wyprodukowano: 216 sztuk wersji coupé, 203 Cabriolet A oraz 141 roadsterów.

### W188 II

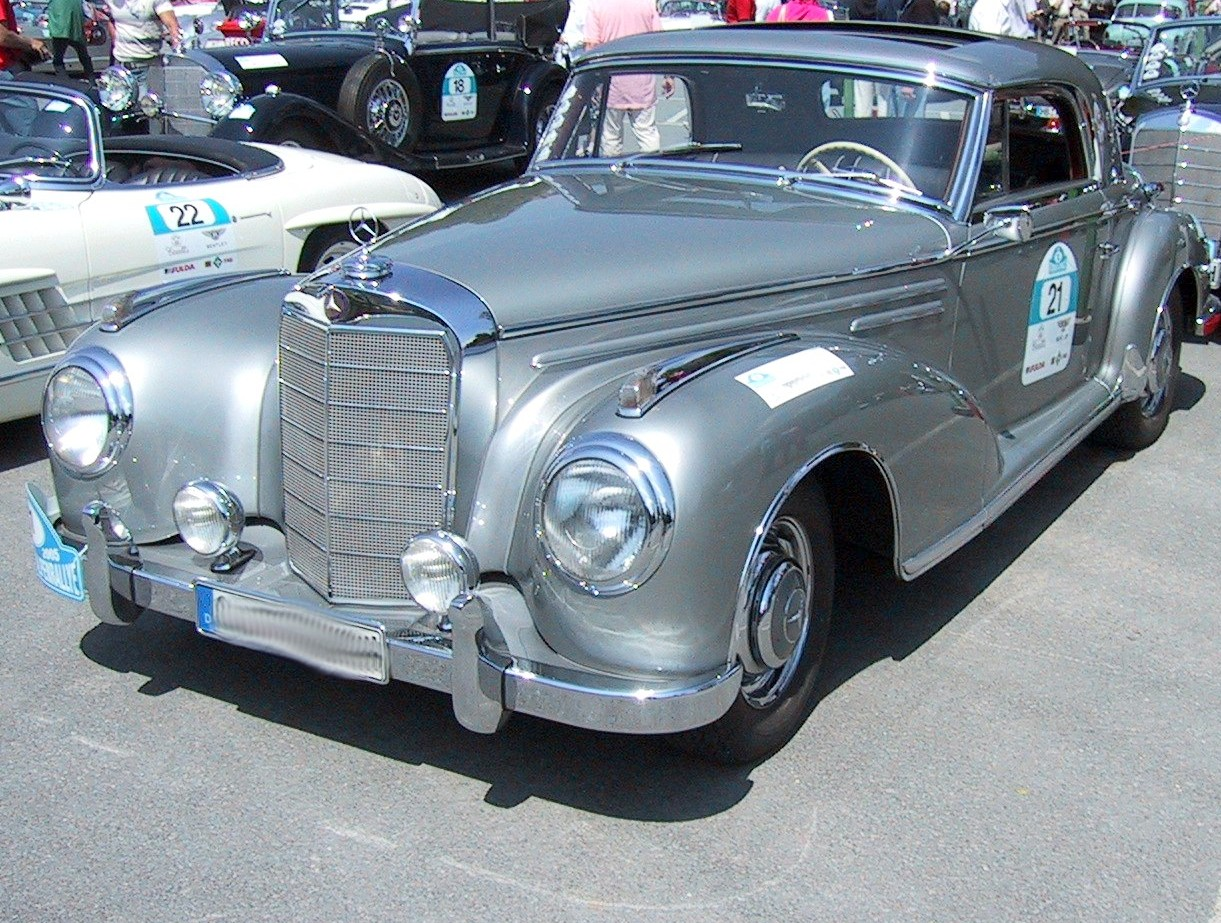
1957 Mercedes-Benz 300Sc coupe

W 1955 roku w pojeździe zastosowano niezależne zawieszenie tylnej osi typu "low-pivot" konstrukcji Mercedesa. Wersja Typ 300 Sc została wyposażona we wtrysk paliwa, zaowocowało to wzrostem mocy maksymalnej do 175 KM (129 kW) przy 5400 obr./min.  Wizualnie wyróżniała się ona za pomocą chromowanych listew po obu stronach maski silnika.
Do kwietnia 1958 powstało: 98 egzemplarzy wersji coupé, 49 Cabriolet A oraz 53 roadstery.

## W189

### 300d

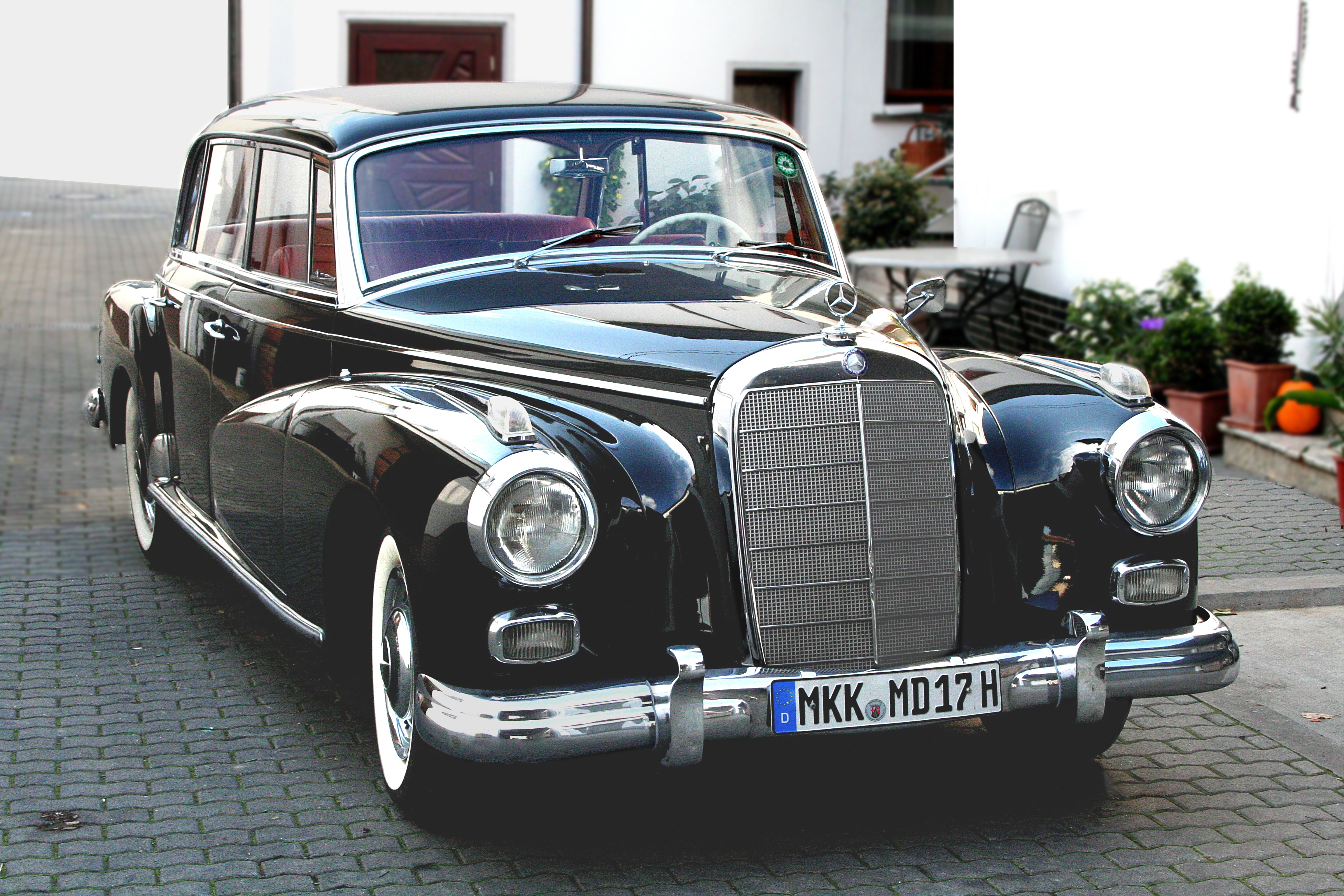
Mercedes-Benz 300d limousine

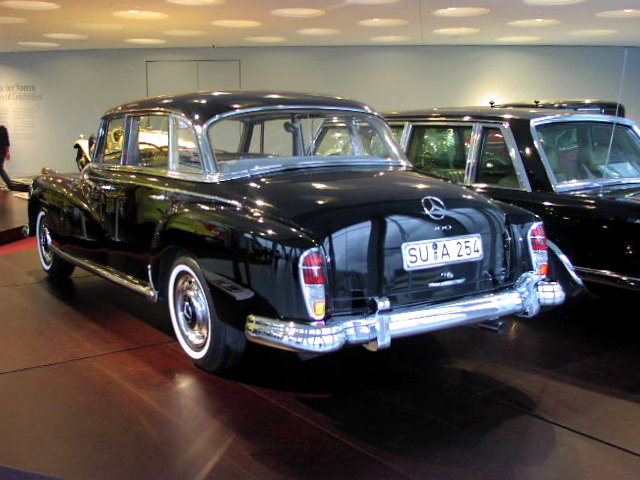
1959 300d - tył nadwozia

W sierpniu 1957 zaprezentowano bezpośredniego następcę dla 300c, nowy model otrzymał nazwę 300d. Charakteryzował się on dłuższym rozstawem osi, wtryskiem paliwa w standardzie oraz nadwoziem typu hardtop.
Do napędu użyto osłabionej wersji silnika ze sportowego Mercedesa 300 SL, w 300 d generował on moc 180 KM (130 kW) przy 5500 obr./min. Pojazd standardowo dostępny był z automatyczną skrzynią biegów, opcjonalnie można było zamówić wspomaganie układu hamulcowego, wspomaganie układu kierowniczego oraz układ klimatyzacji.
Do marca 1962 powstało 3077 egzemplarzy wersji 300d, razem z 65 skonstruowanymi na specjalnie zamówienia kabrioletami (Cabriolet D). 

## Dane techniczne
Rocznik 1951 300:
- R6 3,0 l (2996 cm³) Daimler-Benz M 186, 2 zawory na cylinder, SOHC
- Układ zasilania: gaźnik
- Średnica cylindra × skok tłoka: 85,00 x 88,00 mm
- Stopień sprężania: 6,4:1
- Moc maksymalna: 115 KM (84,5 kW) przy 4600 obr/min
- Maksymalny moment obrotowy: 196 Nm przy 2500 obr/min
- Prędkość maksymalna: 155 km/h
- Średnie zużycie paliwa: 13,8 l / 100 km

Rocznik 1952 300 S:
- R6 3,0 l (2996 cm³) Daimler-Benz M 188, 2 zawory na cylinder, SOHC
- Układ zasilania: trzy gaźniki
- Średnica cylindra × skok tłoka: 85,00 x 88,00 mm
- Stopień sprężania: 7,8:1
- Moc maksymalna: 165 KM (121,5 kW) przy 5000 obr/min
- Maksymalny moment obrotowy: 242 Nm przy 3900 obr/min
- Prędkość maksymalna: 175 km/h

Rocznik 1954 300b:
- R6 3,0 l (2996 cm³) Daimler-Benz M 186, 2 zawory na cylinder, SOHC
- Układ zasilania: gaźnik
- Średnica cylindra × skok tłoka: 85,00 x 88,00 mm
- Stopień sprężania: 7,5:1
- Moc maksymalna: 125 KM (92 kW) przy 4500 obr/min
- Maksymalny moment obrotowy: 236 Nm przy 2700 obr/min
- Prędkość maksymalna: 160 km/h
- Średnie zużycie paliwa: 12,5 l / 100 km

Rocznik 1956 300 Sc:
- R6 3,0 l (2996 cm³) Daimler-Benz M 199, 2 zawory na cylinder, SOHC
- Układ zasilania: wtrysk
- Średnica cylindra × skok tłoka: 85,00 x 88,00 mm
- Stopień sprężania: 8,55:1
- Moc maksymalna: 175 KM (129 kW) przy 5400 obr/min
- Maksymalny moment obrotowy: 255 Nm przy 4300 obr/min
- Prędkość maksymalna: 180 km/h
- Średnie zużycie paliwa: 12,5 l / 100 km

Rocznik 1957 300d:
- R6 3,0 l (2996 cm³) Daimler-Benz M 189, 2 zawory na cylinder, SOHC
- Układ zasilania: wtrysk
- Średnica cylindra × skok tłoka: 85,00 x 88,00 mm
- Stopień sprężania: 8,55:1
- Moc maksymalna: 160 KM (117,5 kW) przy 5300 obr/min
- Maksymalny moment obrotowy: 237 Nm przy 4200 obr/min
- Prędkość maksymalna: 170 km/h
- Średnie zużycie paliwa: 15,8 l / 100 km